# Сан Кандидо (Козенца)
Сан Кандидо је насеље у Италији у округу Козенца, региону Калабрија.
Према процени из 2011. у насељу је живело 164 становника. Насеље се налази на надморској висини од 318 м.